# Guijo de Granadilla
Guijo de Granadilla é um município da Espanha na província
de Cáceres,
comunidade autónoma da Estremadura, de área 74,55 km². Em 2021 tinha 514 habitantes (densidade: 6,9 hab./km²).

## Demografia
| Variação demográfica do município entre 1991 e 2004 | Variação demográfica do município entre 1991 e 2004 | Variação demográfica do município entre 1991 e 2004 | Variação demográfica do município entre 1991 e 2004 |
| --------------------------------------------------- | --------------------------------------------------- | --------------------------------------------------- | --------------------------------------------------- |
| 1991                                                | 1996                                                | 2001                                                | 2004                                                |
| 824                                                 | 788                                                 | 698                                                 | 683                                                 |

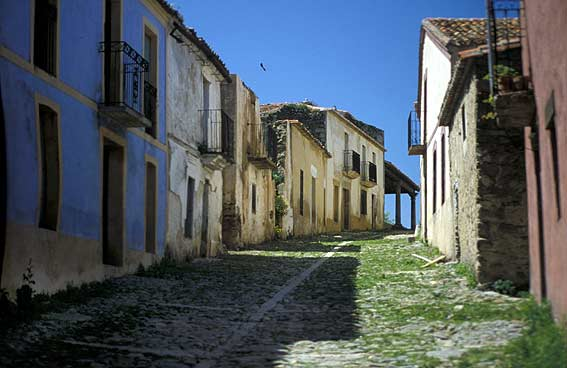
Casario e arruamento.
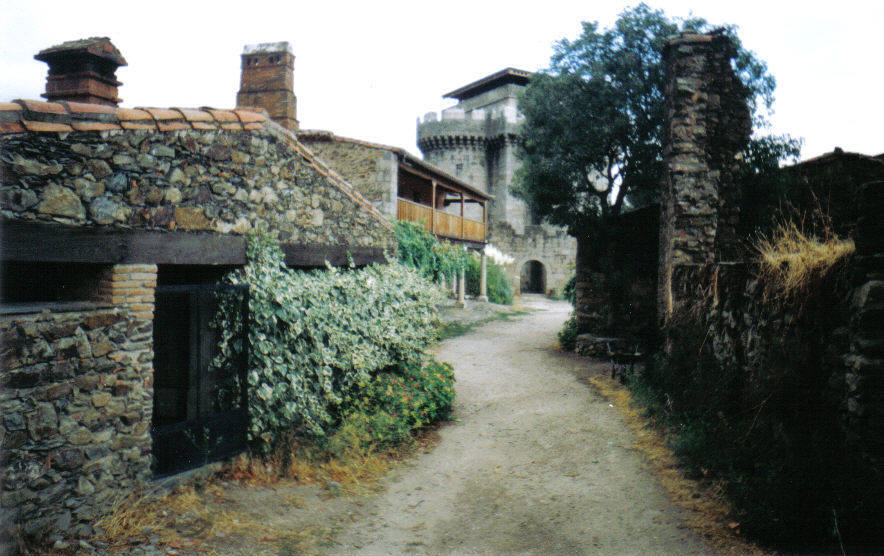
Acesso ao Castelo.

1. ↑  «Cifras oficiales de población resultantes de la revisión del Padrón municipal a 1 de enero» (ZIP). www.ine.es (em espanhol). Instituto Nacional de Estatística de Espanha. Consultado em 19 de abril de 2022